# The Brahma Diamond
The Brahma Diamond è un cortometraggio muto del 1909 diretto da David W. Griffith. Prodotto e distribuito dalla American Mutoscope & Biograph, aveva come interpreti Harry Solter, George Gebhardt, Florence Lawrence.

## Trama
Un turista senza scrupoli coinvolge una ragazza nel furto della Luce del mondo, un famoso diamante facendo accusare del furto una guardia. L'uomo si prepara a vendere la preziosa gemma, mentre l'innocente rischia la morte sul patibolo.

## Produzione
Il film fu prodotto dall'American Mutoscope & Biograph.

## Distribuzione
Il copyright del film, richiesto dall'American Mutoscope and Biograph Co., fu registrato il 3 febbraio 1909 con il numero H122508.
Distribuito dall'American Mutoscope & Biograph, il film - un cortometraggio in una bobina - uscì nelle sale statunitensi il 4 febbraio 1909.
Non si conoscono copie ancora esistenti della pellicola che viene considerata presumibilmente perduta.